# Gymnostoma vitiense
Gymnostoma vitiense L.A.S.Johnson, 1980 è una pianta della famiglia Casuarinaceae, endemica delle Figi.